# Vincent Carelli
Vincent Carelli, né à Neuilly-sur-Seine (France) en 1953 est un anthropologue, indigéniste et réalisateur de documentaires franco-brésilien. 
Il a notamment créé le projet Vidéo dans les villages («Vídeo nas Aldeias») en 1987, qui forme des cinéastes indigènes en Amérique du Sud.

## Biographie
Fils du plasticien brésilien Antonio Carelli et d'une mère française, il nait en Île-de-France en 1953 et sa famille déménage à São Paulo (Brésil) alors qu'il a cinq ans. 
Il y fait ses études et poursuit son cursus  universitaire en sciences sociales à l'université de São Paulo. 
Depuis 1973, il participe à des projets de soutien aux groupes indigènes au Brésil.
Dans les années 1970, il est employé (indigéniste) à la Fondation nationale des Indiens (Fundação Nacional do Índio), à Brasilia. 
Il est ensuite journaliste et reporter-photographe free-lance pour les magazines Isto é, Repórter Três et le journal Movimento. 
Il a également été éditeur photo et chercheur pour le projet Peuples indigènes du Brésil du Centre œcuménique de documentation et d'information (CEDI), auquel a succédé l'Institut socio-environnemental. 
Fin 1979, il fonde, avec un groupe d'anthropologues, le Centre for Indigenous Work (CTI), une organisation indépendante à but non lucratif, destinée à soutenir des projets en faveur des peuples indigènes. Il fut à cette période directeur du « programme indien » sur TV Universidade (une coproduction de la CTI et de l'UFMT).
Avec son épouse, l'anthropologue brésilienne Virgínia Valadão (1952 - 1998), il lance en 1986 le projet «Vídeo nas Aldeias». Ce projet, créé dans le cadre de la CTI, favorise, pendant plus de vingt ans, la rencontre des peuples indigènes avec leur image, faisant de la vidéo un instrument d'expression de leur identité et reflétant leur vision du monde. Outre la formation et l'équipement des communautés autochtones en matériel vidéo, le projet stimula l'échange d'informations et d'images entre les nations amérindiennes de la région.
En 2001 il passe dix jours en résidence à la Pacific Film Archive de Berkeley pour présenter des films et rencontrer des étudiants de l'université de Californie.
En 2009, son documentaire Corumbiara, un long métrage racontant un massacre d'indigènes en 1985 dans la Gleba Corumbiara, dans le sud de l'état de Rondônia, et l'expérience du réalisateur avec ces amérindiens isolés, a remporté le prix du meilleur film au 37e festival du film de Gramado. Carelli a également remporté le prix du meilleur réalisateur, partagé avec le cinéaste de Rio Grande do Sul Paulo Nascimento. Corumbiara a également reçu le grand prix du 11e Festival international du film d'environnement (Fica).
Le 17 avril 2022, il reçoit le prix Prince Claus des mains du consul général des Pays-Bas, le Dr Cor van Honk, à la Vila Mariana de São Paulo.

### Famille
Vincent Carelli est le frère de l'actrice Chica Carelli (1957), directrice du théâtre Vila Velha de Salvador (Bahia) et frère de l'historien et sociologue Mario Carelli (1951 - 1994), notamment responsable de la traduction française des œuvres de Machado de Assis et Lucio Cardoso.
M. Carelli vit à Olinda, Pernambuco.

## Films
Carelli a travaillé de manière indépendante sur d'autres projets, notamment en collaborations avec des vidéastes dans le Mato Grosso pour le développement de programmes TV. 
En 2000, il a produit la série Índios do Brasil, dix vidéos pour TV Escola du ministère de l'éducation du Brésil. La série, dont 10 000 exemplaires ont été distribués dans les écoles publiques, a également été diffusée sur les chaînes de télévision publiques.

### Courts métrages
- Yaõkwa - Imagem e Memória (2020)

### Documentaires
- Adeus, Capitão (Adieu, Capitaine) (2022)[7]
- Nokun Txai - Nossos Txais (série TV, 2019)
- Martírio (2016)
- Tava, a Casa de Pedra
- Corumbiara: They Shoot Indians, Don't They? (2009) (titre francophone: Corumbiara)
- De volta à Terra Boa
- A Arca dos Zo'é  (1993)
- Eu já fui seu Irmão (1993)
- L'Oeil du cyclone (1993)
- O Espírito da TV (1990)
- Vídeo nas Aldeias (1989)
- Nhambiquara - A Festa da Moça (1987)

## Récompenses
En tant que cinéaste indépendant, Carelli a reçu de nombreux prix: 
- 2018: Martírio obtient le grand prix au SESC Film Festival
- en 2009, son long métrage documentaire, Corumbiara, qui porte sur le génocide amérindien dans le Rôndonia et le sort des survivants, a reçu le premier prix du meilleur film au 37e Festival de Cinema de Gramado. Ce film remporte également le prix du meilleur film au 4e Festival de Cinema Latino Americano de Saõ Paulo.
- Meeting Ancestors, un documentaire de jeunesse qui rapproche deux tribus liées par la langue qui ne s'étaient jamais rencontrées, remporte des prix au 16e Tokyo Video Festival et au Cinéma du Réel à Paris.
- 1994: A Arca dos Zo'é (1993), premier prix au Festival Cinéma du réel.

## Pages liées
- Indien au trou
- Jéromine Pasteur
- Liste d’aventurières et exploratrices